# Supercupa României 2005
Supercupa României 2005 a fost a opta ediție a Supercupei României  și s-a jucat între câștigătoarea Diviziei A, Steaua București și și câștigătoarea Cupei României, Dinamo București. Dinamo a câștigat trofeul pentru prima dată.
| 31 iulie 2005 21:00 EEST | Steaua București   | 2 – 3    | Dinamo București                   | Stadionul Cotroceni, București Spectatori: 12.000 Arbitru: Cristian Balaj (Baia Mare) |
| 31 iulie 2005 21:00 EEST | Dică 15' Iacob 44' | (Raport) | Bratu 38' Bălțoi 69' Niculescu 84' | Stadionul Cotroceni, București Spectatori: 12.000 Arbitru: Cristian Balaj (Baia Mare) |

| Steaua București | Dinamo București |

| STEAUA BUCUREȘTI: |    |                    |     |     |
|                   |    |                    |     |     |
| P                 | 33 | Vasili Hamutovski  |     |     |
| FD                | 20 | George Ogăraru (c) |     |     |
| FC                | 17 | Eugen Baciu        |     |     |
| FC                | 24 | Sorin Ghionea      |     |     |
| FS                | 15 | Mihai Neșu         | 25' | 64' |
| MD                | 16 | Bănel Nicoliță     |     |     |
| MC                | 22 | Sorin Paraschiv    |     |     |
| MD                | 28 | Florin Lovin       |     |     |
| MS                | 11 | Gabriel Boștină    |     |     |
| MO                | 10 | Nicolae Dică       |     | 58' |
| A                 | 19 | Victoraș Iacob     | 52' | 60' |
| Rezerve:          |    |                    |     |     |
| M                 | –– | Boris Keča         |     | 64' |
| A                 | 21 | Andrei Cristea     |     | 60' |
| A                 | –– | Valentin Simion    | 72' | 58' |
| Antrenor:         |    |                    |     |     |
| Oleg Protasov     |    |                    |     |     |

| DINAMO BUCUREȘTI: |    |                     |     |     |
|                   |    |                     |     |     |
| P                 | 1  | Vladimir Gaev       |     |     |
| F                 | 2  | Mariko Daouda       |     |     |
| F                 | 5  | Gabriel Tamaș       |     | 46' |
| F                 | 4  | Cosmin Moți         |     |     |
| F                 | 3  | Cristian Pulhac     |     |     |
| M                 | 8  | Florentin Petre (c) |     |     |
| M                 | 18 | Andrei Mărgăritescu | 19' |     |
| M                 | 10 | Ștefan Grigorie     |     |     |
| A                 | 22 | Vlad Munteanu       |     | 69' |
| A                 | 21 | Florin Bratu        | 50' | 65' |
| A                 | 9  | Claudiu Niculescu   | 31' |     |
| Substitutes:      |    |                     |     |     |
| F                 | 27 | Lucian Goian        |     | 46' |
| A                 | 17 | Alexandru Bălțoi    | 86' | 65' |
| M                 | 15 | Ianis Zicu          |     | 69' |
| Antrenor:         |    |                     |     |     |
| Ioan Andone       |    |                     |     |     |

| Oficialii meciului - Arbitri asistenți: : - Cristian Nica - Zoltan Szekely - Al patrulea oficial: Jucătorul meciului | Reguli - 90 minute - 30 minute de prelungire (două reprize de 15 minute) - Lovituri de departajare dacă scorul este egal după 120 de minute - Șapte jucători pe banca de rezervă - Maxim trei înlocuiri |